# Pierre Laurent
Pierre Laurent (ur. 1 lipca 1957 w Paryżu) – francuski polityk i dziennikarz, od 2010 do 2018 lider Francuskiej Partii Komunistycznej (PCF), w latach 2010–2016 przewodniczący Partii Europejskiej Lewicy, senator.

## Życiorys
Syn Paula Laurenta, działacza komunistycznego i deputowanego. Ukończył ekonomię na Université Panthéon-Sorbonne. W latach 1982–1985 był sekretarzem krajowym UEC, komunistycznego związku studentów. Od 1985 zatrudniony w redakcji komunistycznego dziennika „L’Humanité”. W 1999 został redaktorem, a w 2000 dyrektorem redakcji tej gazety. W tym samym roku wszedł w skład rady krajowej Francuskiej Partii Komunistycznej. W wyniku wyborów regionalnych z marca 2010 uzyskał mandat radnego regionu Île-de-France, będąc liderem listy wyborczej Frontu Lewicy.
W czerwcu 2010 został wybrany na nowego sekretarza generalnego PCF, zastępując na tym stanowisku Marie-George Buffet. W grudniu tego samego roku stanął jednocześnie na czele Partii Europejskiej Lewicy, kierując nią do 2016. We wrześniu 2012 został członkiem francuskiego Senatu (uzyskał reelekcję w 2017). W listopadzie 2018 zakończył pełnienie funkcji sekretarza generalnego PCF (zastąpił go Fabien Roussel).